# Herb Zadaru
Herb Zadaru – jeden z symboli miejskich miasta Zadar w Chorwacji.
Herb Zadaru przedstawia na tle czerwonego nieba, srebrnego muru miejskiego z blankami i błękitnych fal morskich świętego Chryzogona na czarnym koniu.